# Crinum jagus
Crinum jagus là một loài thực vật có hoa trong họ Amaryllidaceae. Loài này được (J.Thomps.) Dandy mô tả khoa học đầu tiên năm 1939.

## Hình ảnh

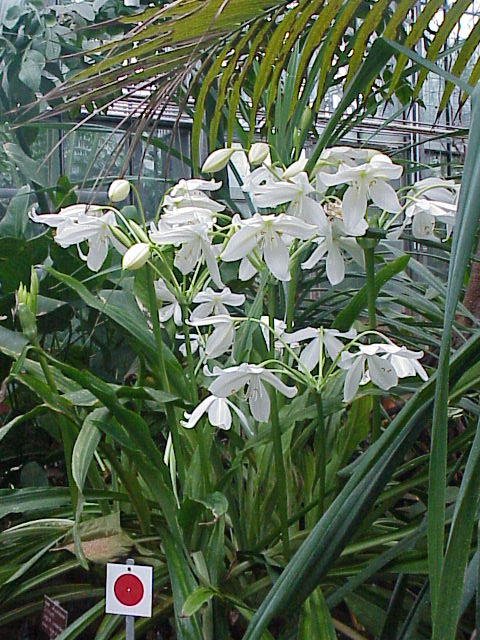
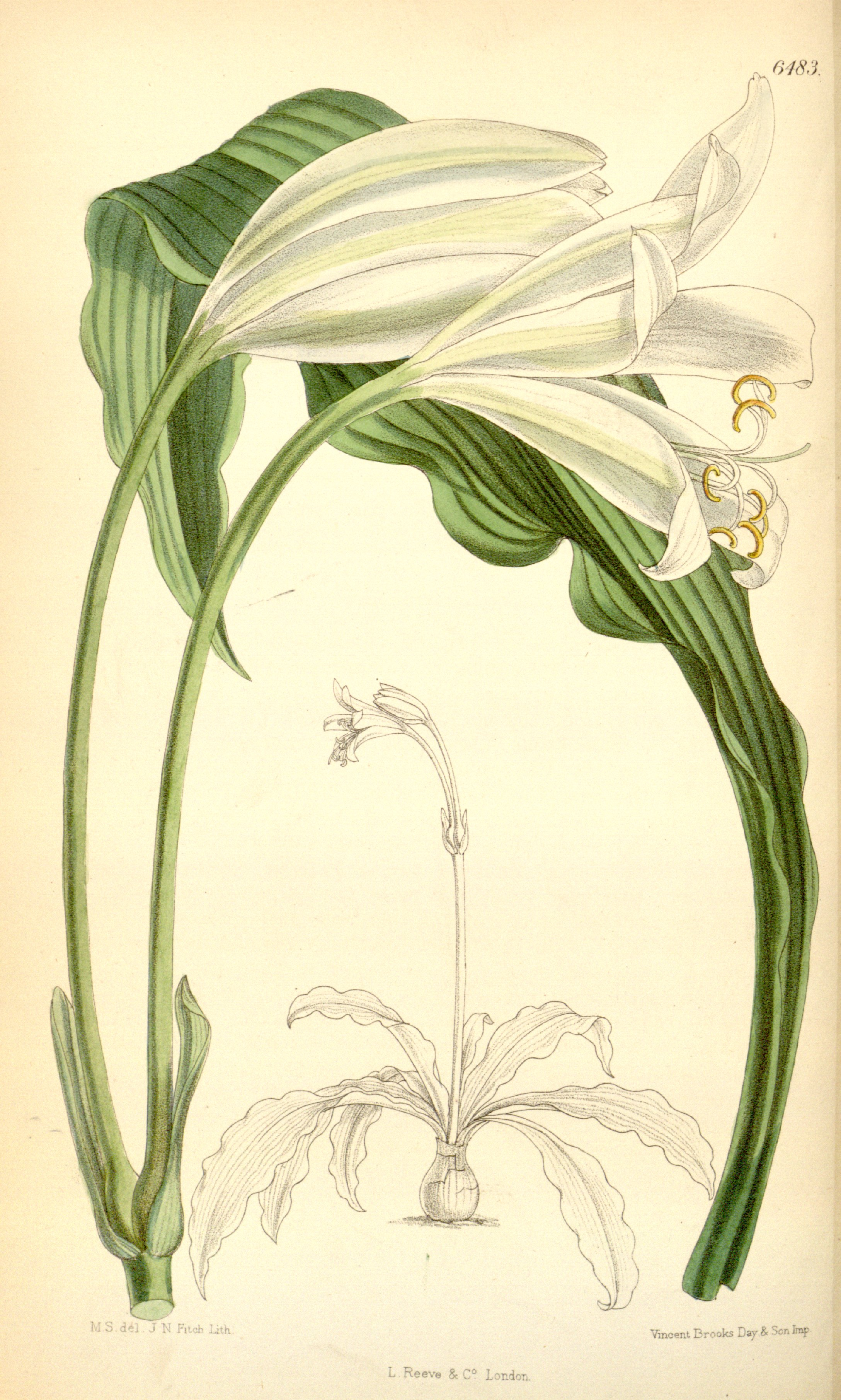
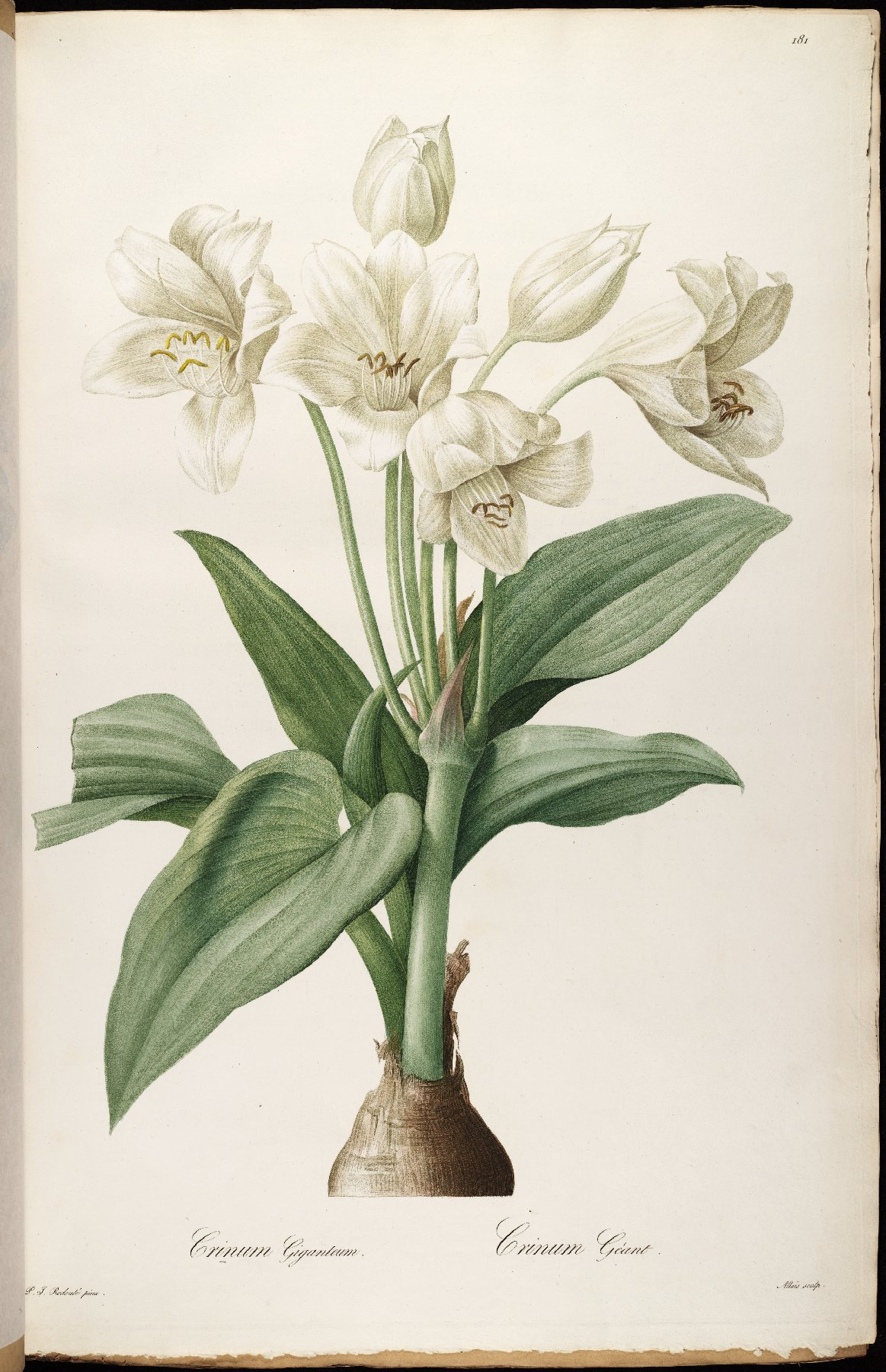